# Vascones
Vascones (del latín gens Vasconum) fue el etnónimo dado por los romanos en la Edad Antigua al pueblo de la península ibérica cuyo territorio se extendía hacia el siglo I entre el curso alto del río Ebro y la vertiente peninsular de los Pirineos occidentales, una región que se corresponde en la época contemporánea con toda Navarra, parte de Guipúzcoa, áreas del oeste de la provincia de Zaragoza, y noreste y centro de La Rioja.
Los vascones, que alcanzaron un elevado grado de integración en el mundo romano, especialmente en las tierras llanas, ribereñas del río Ebro y en las áreas en el entorno de sus asentamientos de Pompaelo y Oiasso, poblaron también la región más norteña y montañosa conocida como el Saltus Vasconum, antes y durante la crisis económica y social que acompañó a la descomposición del imperio y la presión causada por las grandes migraciones de pueblos germánicos e iranios de principios del siglo V. Posteriormente entraron en conflicto en diversas ocasiones con los reinos visigodos y francos formados en ambas vertientes de los Pirineos.
Tras la invasión musulmana de la península ibérica a principios del siglo VIII, que desembocó en la disolución de la Hispania visigoda y la retirada parcial de los gobernadores francos al norte de Aquitania, los descendientes de los vascones, que habían adoptado el cristianismo durante el Bajo Imperio, se reorganizaron hacia el siglo IX en torno a las entidades feudales del ducado de Vasconia, en el área de Gascuña y la del reino de Pamplona. Esta última entidad, junto con la taifa de Tudela, darían origen durante la Edad Media al reino de Navarra.

## Territorio

### Época romana

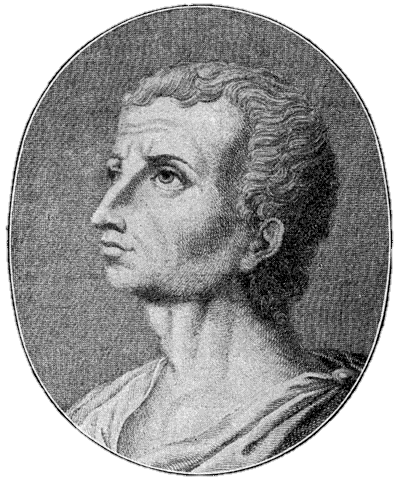
Retrato de Tito Livio, a quien se debe la primera reseña historiográfica que se conserva de la antigüedad sobre el pueblo de los Vascones

La descripción del territorio que los vascones ocupaban durante la época antigua nos ha llegado a través de los textos de los autores clásicos, entre el siglo I a. C. y el siglo II, Tito Livio, Estrabón, Plinio y Claudio Ptolomeo que han sido los principalmente estudiados como fuentes de referencia, aunque varios autores han señalado la falta de uniformidad e incluso contradicción de sus informaciones o advertido sobre la interpretación realizada, en particular para con las heredadas de Estrabón.
La reseña historiográfica más antigua corresponde a Livio (59 a. C. - 17) quien, en un breve pasaje del fragmento XCI de su obra sobre la campaña del año 76 a. C. de la guerra sertoriana, relata cómo tras remontar el río Ebro y la civitas de Calagurris Nasica, se atraviesa el territorio llano de los vascones o Vasconum agrum hasta los lindes de sus vecinos inmediatos, los berones. De un estudio comparado de otras partes del mismo fragmento, se deduce que ese linde se encontraba al oeste, mientras que hacia el sur los vascones eran vecinos de la ciudad celtíbera de Contrebia Leucade.
Plinio, por su parte, en su Naturalis Historia reprodujo un texto anterior del año 50 a. C. en el que se emplazaba a los vascones en el extremo occidental de los Pirineos, vecinos de los Várdulos, y extendidos hacia los montes de Oiarso y el Cantábrico en un área que denominó Vasconum saltus. El geógrafo griego Estrabón, en la época de Augusto (63 a. C. - 14), al referirse a los vascones (en griego clásico, Ούασκώνων, con el alfabeto latino Úaskóonoon) sitúa su principal Pólis en la ciudad de Pompælo junto también a la ciudad de Calagurris.

"Ambas poblaciones, con Kaláguris, una de las ciudades de los Ouaskones... Esta misma región está cruzada por la vía que parte de Tarrákon y va hasta los Ouaskones del borde del Océano, a Pompélon y a Oiáson, ciudad alzada sobre el mismo Océano. Esta calzada mide dos mil cuatrocientos stadios y se termina en la frontera entre Akitanía e Ibería. [...] Después, por encima de la Iakketanía, en dirección al Norte, está la nación de los Ouaskones, que tiene por ciudad principal a Pompélon, como quien dice ‘la ciudad de Pompéios’." (Estrabón)

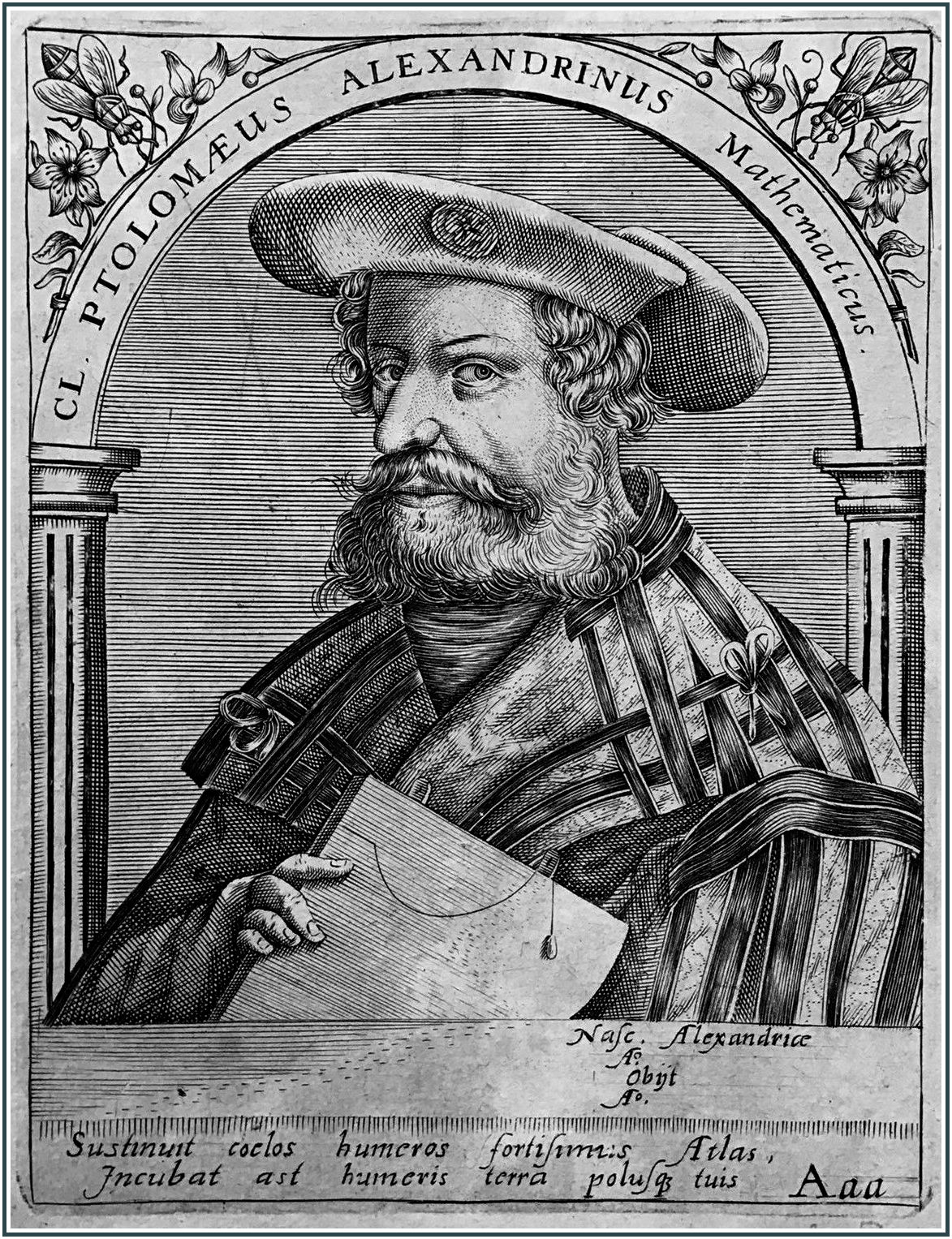
Claudio Ptolomeo, según un grabado alemán del, quien enumeró las principales ciudades vasconas.

Estos datos se encuentran en la obra de Ptolomeo (que vivió durante el siglo II) Geographikè Úphégesis, en cuyo libro II, capítulo 6, 66, detalla el nombre de 15 ciudades al interior del territorio de los vascones, además de la costera Oiasso: Eturissa, Pompaelo, Bituris, Andelos, Nemeturissa, Curnonium, Iacca, Graccurris, Calagurris, Cascantum, Ercavica, Tarraga, Muscaria, Segia y Allauona.
El territorio de los Vascones en la época romana republicana y altoimperial se corresponde entonces con la contemporánea comunidad de Navarra, parte de la de La Rioja, y el oeste de la provincia de Zaragoza; en el actual País Vasco solo fue vascona la ciudad de Oiasso (Oyarzun-Irún).

### SigloIIIasigloVI

#### Hipótesis de la vasconización tardía

Regnum Visigothorum hacia 560.

En este periodo, posterior a la época de la cartografía de Ptolomeo y contemporáneo al de inestabilidad surgido tras las invasiones germanas, los relatos disponibles de autores contemporáneos se hacen todavía más escasos y por ello es conocido como el de los "siglos oscuros".
El cronista Juan de Biclaro (540?-621?) cita a los vascones en el relato de la fundación por el rey hispanovisigodo Leovigildo de la ciudad de Victoriacum, y Gregorio de Tours (538-594) menciona las incursiones de Wascones en Aquitania por el año 587. A partir de estas dos citas, y estando ausentes en la historiografía aquellas que antaño eran referidas a los pueblos vecinos, Adolf Schulten (1870-1960) propuso la teoría según la cual en algún momento entre mediados del siglo II y finales del siglo VI tuvo lugar una ampliación progresiva del territorio de los vascones primero hacia el oeste, ocupando las tierras de sus antiguos vecinos várdulos, autrigones y caristios, y hacia el norte, en Aquitania que por ello, considera que adoptó el nombre de "Gascuña", ubicación del País Vasco francés.
Claudio Sánchez Albornoz (1893-1984), en su obra Los vascones vasconizan la depresión vasca publicada en 1972, amplió esta hipótesis apoyándose en análisis lingüísticos: los vascones al invadir lo que posteriormente sería Álava, Guipúzcoa y Vizcaya, desplazaron hacia Castilla a parte de los várdulos y caristios; otros se habrían refugiado en las montañas y los que no fueron desplazados habrían sido "vasquizados"; aunque no "euskaldunizados", pues tanto várdulos, caristios y autrigones pudieran haber hablado lenguas análogas a la de los vascones.

#### Hipótesis norte-sur
La hipótesis de la vasconización tardía fue criticada por primera vez por el historiador Julio Caro Baroja, y posteriormente, por otros autores como Barbero y Vigil, Joaquín Gorrochategui, Sayas Abengoechea y Koldo Mitxelena, en 1977, sobre la base de argumentos lingüísticos:
- El libro blanco del euskara. Real Academia de la Lengua Vasca. Colaboración de Koldo Mitxelena, pag. 149 (1977).
- El desarrollo dialectal en dirección noroeste-sureste. El vascuence o euskara: perspectiva histórica y panorama actual. Henrike Knörr:

"Resulta asimismo evidente la dirección Norte-Sur, o más exactamente Noroeste-Sureste, de los dialectos, lo que viene a desmentir el pretendido corrimiento hacia el Oeste, argumento esgrimido para explicar el misterioso nombre de vascongado (< uasconicatus?), ‘vascófono’ en su significado tradicional"

- La epigrafía euskérica del siglo I a siglo III encontrada en Aquitania, Vascongadas y Navarra.[cita requerida]
- La interpretación realizada por estos filólogos del término "vascongado" como "vasconizado", supuestamente del latín vasconicatus, de la que no hay testimonios documentales, y que se alejaba del significado tradicional en castellano, es decir, "vascófono" ("vascongado" sería a "vascuence" lo que "romanzado" a "romance").

Henrike Knörr, Juan Plazaola, Koldo Larrañaga Elorza y Mañaricua concluyen que la teoría sobre el "corrimiento al oeste" o vasconización tardía está desechada por la filología histórica e historiografía,
Para indoeuropeístas como Martín Almagro Gorbea y Francisco Villar, esta teoría cuenta con suficiente respaldo onomástico como para ser válida, mientras que desde el ámbito arqueológico especialistas como Juan José Cepeda, Iñaki García Camino, o Agustín Azcárate, recalcan la alta posibilidad de tal proceso.
Por otro lado, en junio de 2006 se filtraron a los medios de comunicación una serie de inesperados hallazgos, llevados a cabo por un equipo arqueológico dirigido por Eliseo Gil, Esa posibilidad pretendía reforzar la hipótesis de que los pueblos prerromanos várdulos y caristios eran de habla vasca y por lo tanto cerraría definitivamente la controversia sentada en torno a la teoría de la vasconización tardía, tal como remarcó en su momento, entre otros, el lingüista Joaquín Gorrochategui.
La importancia del descubrimiento y la posterior polémica dieron lugar a que la Diputación Foral de Álava encargara a un equipo de 26 expertos la evaluación de los hallazgos. El día 19 de noviembre de 2008 una representación de este equipo hizo públicas sus conclusiones cuestionando la autenticidad de muchos de ellos.
La primera medida adoptada por la Diputación Foral de Álava ha sido la revocación de la licencia de excavación a la empresa Lurmen S.L. que se encargaba de las excavaciones arqueológicas del yacimiento bajo la dirección del arqueólogo Eliseo Gil, anunciando además la solicitud al Ministerio Fiscal para que analice los hechos por si fueran constitutivos de delito. Por su parte, ante las acusaciones de falsificación, la empresa "Lurmen S.L." no descarta presentar una querella criminal por injurias y calumnias. Sin embargo, Eliseo Gil ha negado validez a las conclusiones de la comisión.
El 5 de diciembre de 2008 la Diputación Foral de Álava presentó una denuncia ante la fiscalía de Vitoria contra la empresa Lurmen S.L. por un delito de ataque al patrimonio cultural.
El 16 de enero de 2009 se hicieron públicos los distintos informes que redactó la comisión. El 25 de marzo de dicho año, la Diputación Foral materializó en el juzgado de guardia de Vitoria una querella penal contra tres personas, y anunció la apertura paralela de un expediente administrativo sancionador a Lurmen, S.L.

### SigloVIIhasta el 810
A partir del siglo VII, los cronistas ya diferencian la Spagnouasconia en la vertiente peninsular de los Pirineos, de la aquitana o Guasconia, siguiendo la descripción del Cosmógrafo de Rávena a partir de la cual Schulten interpreta que los vascones se habrían retirado parcialmente de sus territorios de la época romana con anterioridad al siglo VII, para ocupar las tierras más al norte, en lo que serían las provincias vascas de Castilla y la parte septentrional de Navarra. Schulten también aporta el dato de la crónica de Eginardo Vita Karoli Magni, datada en el 810, dónde se hace uso por primera vez el del término navarros para designar el pueblo que ocupaba el territorio ribereño del Ebro.

## Historia

### DelsigloIIIa.C.al 29a.C.: contacto e integración en el mundo romano
Tras el desembarco en Emporion de las fuerzas de la República romana en el 218 a. C. durante la segunda guerra púnica, el interés romano se orientó hacia la anexión y conquista del valle del Ebro, que se desarrollaría entre el 202 a. C. y el 170 a. C. Hacia el 179 a. C.-178 a. C., el general Tiberio Sempronio Graco fundó a proximidad del territorio de los vascones la ciudad con su nombre bautizada de Gracurris (antes llamada Ilurci, según Livio), la moderna Alfaro, circunstancia y periodo señalados como antecedentes inmediatos al incremento de las relaciones de colaboración entre vascones y romanos. El testimonio más antiguo de esta relación se encuentra en el llamado Bronce de Ascoli del 89 a. C., durante la Guerra Social desarrollada en la península italiana entre el 91 a. C. y el 89 a. C. en el que Cneo Pompeyo Estrabón, padre de Cneo Pompeyo Magno fundador de Pompaelo, otorga la ciudadanía virtutis causa en reconocimiento, entre otros, a 9 jinetes vascones de la ciudad de Segia, Ejea de los Caballeros. Ya que Segia era capital de los suessetanos pero que fue arrasada por un Ejército romano al mando del cónsul Terencio Varrón en el año 184 a. C., tras lo cual el territorio suessetano fue cedido a los vascones. De fecha posterior del 87 a. C., se conserva también el bronce de Contrebia donde se detalla litigio patrimonial resuelto por el procónsul de la provincia de la Hispania Citerior en favor de la ciudad vascona de Alauona, Alagón.
Entre el 81 a. C. y el 72 a. C. tienen escenario en el valle alto del Ebro las llamadas Guerras Sertorianas, una guerra civil romana que enfrentó victoriosamente a Pompeyo y Metelo, partidarios de Sila, con el partido democrático de Sertorio y durante las cuales ambos bandos se apoyaron en la población autóctona, en los vascones Pompeyo y Sertorio en pueblos celtíberos y lusitanos. Cneo Pompeyo Magno durante el invierno del 75 a. C.-74 a. C. fundó sobre un oppidum indígena, en el corazón del territorio vascón y sobre la ruta del trigo de Aquitania, la ciudad de Pompaelos, Pamplona. En el 72 a. C. las fuerzas de Pompeyo y Metelo asediaron la ciudad de Calagurris forzando su resistencia, según el relato de Cayo Salustio hasta provocar prácticas de canibalismo en sus defensores.
En el 56 a. C. el lugarteniente de Julio César, Craso atacó a los aquitanos, vecinos de los vascones, durante la guerra de las Galias, en la cual estos últimos habían solicitado el apoyo militar de los otros habitantes del otro lado de los Pirineos a quien César identificó como cántabros.
Más tarde, el territorio vascón quedó al margen de los escenarios de las operaciones militares del Bellum cantabricum que tuvieron lugar entre los años 29 a. C. y el 19 a. C. reclamando la presencia de emperador Augusto quien en el 27 a. C. crea la provincia de Hispania Citerior Tarraconense con capital en Tarraco a la que quedó adscrita el territorio vascón.

### Los vascones durante elImperium: amistad y colaboración con Roma
En el reinado de Claudio (41-54) se compartimentaron los territorios de Hispania en diferentes conventus a los que quedan adscritos los diferentes pueblos, siendo vascones y berones incluidos en la circunscripción de Caesarea Augusta, Zaragoza, que hacia el 74-75, con Vespasiano, adoptó el ius Latii o derecho latino y en el 212, reinando Caracalla, la Constitutio Antoniniana o ciudadanía romana para todos los hombres libres del Imperio.
Durante el Alto Imperio, se produjo la consolidación de las ciudades y la formación de la red de comunicaciones y comercio, destacando la ciudad portuaria comercial de Oiasso que atestigua restos de actividad comercial con la ciudad bética de Itálica fechados entre el 15 a. C. y el 12 a. C. encontrados en Santa María del Juncal en Irún. De la red de calzadas que surcaban el territorio de los vascones destacan la vía principal de Asturica (Astorga) a Burdigalam (Burdeos), citada con el número XXXIV en la fuente del Itinerario de Antonino, escrito aproximadamente hacia el 280 y la vía citada por Estrabón, de Oiasso a Tarraco, confluyendo ambas rutas en Pompaélo y que permitían el transporte de cereales hispanos de la Meseta hacia los limes de Germania durante el bajoimperio.
Numerosos especialistas, especialmente a partir de las investigaciones arqueológicas emprendidas en el último tercio del siglo XX, los ejemplos de la red viaria y de la circulación monetaria o los testimonios de integración de unidades indígenas en el ejército romano, coinciden en afirmar que los vascones se integraron progresivamente en el sistema romano e incluso adoptaron formas de su modo de vida de manera intensa en una parte de su territorio especialmente el de las ciudades y el de las tierras llanas. Schulten señaló el inicio de este proceso desde las primeras fases de la conquista de Hispania, a principios del siglo II a. C., con las campañas de Catón, basándose en el conocimiento que el romano demuestra sobre el área del alto Ebro, dónde solo quedaban por someter cántabros y astures. El proceso se habría acentuado en particular hacia los tiempos de las guerras sertorianas hasta suponer, como Menéndez Pidal (1869-1968) y Julio Caro Baroja (1914-1995) propusieron a partir del estudio de la toponimia vasca, que la romanización al menos de las tierras llanas se produjo de manera profunda.
A finales del Imperio, según algunas tesis, el territorio vascón debió no obstante de presentar grandes contrastes regionales en función del nivel económico y urbano, con grandes ciudades y propietarios de villae ricamente decorados en la zona meridional mientras que en el boscoso Vasconum saltus predominaba la economía ganadera con pocas ciudades y la zona media, con un sistema basado en la agricultura de pequeños y medianos propietarios donde el modo de vida romano se encontraba en retroceso. Desde esta perspectiva, los indicios arqueológicos corroboran las hipótesis que describen un territorio pacífico, ya que no nos han llegado testimonios sobre sublevaciones o revueltas que inquietasen a los romanos hasta el declive posterior, alejado de las turbulencias políticas de la época y habitado por un pueblo amistoso y colaborador de Roma.

### SigloIIIasigloVI, lossiglos oscuros

#### Los vascones durante la crisis del Imperium: la correspondencia de Paulino y Ausonio
Durante el siglo III el debilitamiento del sistema político del Imperium conllevó una crisis económica y social, acentuada por la creciente presión de los pueblos germánicos y eslavos, que se extendería en los siglos posteriores concurriendo junto con fenómenos violentos en Hispania como el de los bagaudas del 441 al 443 relatado por Hidacio, o el de cuestionamiento de las costumbres, en especial las de ámbito religioso, ejemplarizado por el movimiento del priscilianismo desde finales del siglo IV que fueron contemporáneos al proceso de penetración del cristianismo en tierras vasconas.
Tras la constitución del primer Imperio galo, la península sufrió diferentes invasiones por parte de pueblos germánicos principalmente en el área del Mediterráneo, pero que también afectaron al territorio de los vascones como atestiguan los restos encontrados de un incendio que devastó Pompaelo hacia finales del siglo III o el abandono de Liédena fechado hacia el 270. Otros indicios de los efectos de estas invasiones han sido arqueológicamente encontrados en poblaciones situadas en las rutas de comunicación vasconas como Sames, Azparren, Mouguerre  y Bayona donde se han localizado tesoros que, según la costumbre, se ocultaban de los atacantes.
El efecto de esta crisis también se ha observado por la desaparición de numerosas explotaciones agrícolas y por un retroceso de la población urbana como han señalado varios investigadores y diversos estudios arqueológicos como el de Abauntz en Ulzama, Navarra, que han permitido descubrir como por el siglo V se habían rehabilitado cuevas y cavernas para usos de vivienda, un fenómeno que no obstante se dio también en otros rincones del Imperio.
Las razones que explicarían estos hechos y permiten describir la historia de los vascones durante este periodo se han encontrado condicionadas por las escasas fuentes historiográficas que nos han llegado de ese periodo, razón por lo que es conocido como el de los "años oscuros", y así los especialistas han propuesto diferentes interpretaciones si bien, las investigaciones arqueológicas emprendidas desde el último cuarto del siglo XX han aportado elementos de interpretación frecuentemente contrarios a las teorías consideradas durante largo tiempo y que contienen imágenes consideradas tópicas del pueblo vascón.
Una parte de la historiografía, en general con publicaciones hasta los años 1980 aceptó describir a partir de los diversos textos antiguos, en particular las descripciones de Estrabón realizadas en la época de Augusto y la correspondencia entre el senador Paulino de Nola y su mentor, el poeta Décimo Magno Ausonio que vivió entre el 310 y el 395, que mencionan el carácter bandolero (iugis latronum), bárbaro (gens barbara) y feroz (feritate) de los vascones al pueblo vascón desde la perspectiva de un "espíritu independiente", "indomable" o "violento", nunca o escasamente sometido al poder romano. Las revueltas bagaudas son generalmente inscritas por estos autores en el territorio vascón al interpretar en su área de influencia el emplazamiento del centro bagaúdico de Aracelli, localidad nombrada por Hidacio pero sin localización precisa, y la explican como la manifestación de la lucha de clases, entre el campesinado y los propietarios, estos apoyados por la jerarquía obispal lucha paralela al fenómeno descrito por la teoría de la expansión vascona. La ruralización y paganismo tardío son justificados también desde esta perspectiva por la contestación al edicto de imposición religioso de Teodosio del 390 y la resistencia al proceso de cristianización, que es por ello considerado más tardío que en otras regiones. Así estos autores consideran que la presencia de restos de fortificaciones militares en Veleia, en Álava, y Lapurdum, en el Labort, era la respuesta del Imperio a "pueblos considerados peligrosos por la autoridad romana", pero una vez que este poder se vio debilitado y desplazado por las invasiones, el pueblo vascón habría ocupado el vacío de poder para reafirmarse en su independencia y desarrollar una resistencia frente a cualquier dominio extranjero en épocas posteriores.
Especialistas posteriores que han podido acceder a las investigaciones arqueológicas y al estudio comparativo de las fuentes, proponen una visión que cuestiona algunos de los tópicos reiterados tradicionalmente para describir el ámbito de los vascones durante el periodo "oscuro". Por una parte, el análisis de la visión transmitida de Estrabón, que nunca visitó personalmente Hispania, es explicada por su intención de ilustrar a las élites gobernantes y económicas de Roma de dónde se encontraban las principales fuentes de recursos, transmitiendo una imagen distorsionada para adaptarse a los prejuicios de su audiencia que de manera automática asociaba la idea de las poblaciones dedicadas al pastoreo o habitando montañosas alejadas con el concepto latrones, un estadio atrasado del desarrollo humano en comparación con el romano y en esta categoría son descritos pueblos como los Lucanos, los Isaurios, los Ligures, los Lusitanos y los pueblos del Norte de la península ibérica entre los que se encuentran los vascones. La descripción de Estrabón fue para estos autores, establecida posteriormente como una pauta retórica historiográfica y literaria de manera que los textos Ausonio y Paulino la reprodujeron sin aproximación con la realidad de su tiempo.

#### SigloVasigloVI: invasión del Imperio romano de Occidente y primeros conflictos con visigodos y francos
Hacia los primeros años del siglo V la presión de los pueblos migratorios alcanzó los territorios de las provincias de los pirineos occidentales y según relata Isidoro de Sevilla, en el año 404 los patricios Dídimio y Veradiano, miembros de la aristocracia vasconaromana y sobrinos del emperador Teodosio el Grande, ejecutados más tarde por Constantino el Usurpador, lograron frenar un primer intento de penetración desde la Galia en un episodio que habría podido acontecer en la parte occidental de los Pirineos, por la vía de comunicación de Roncesvalles.
El 31 de diciembre de 406, reinando el emperador Flavio Honorio, tuvo lugar la travesía masiva del Rin por parte de una alianza de las naciones de los pueblos alanos, suevos y vándalos, estos diferenciados en silingos y en asdingos, que cruzaron el río congelado, a la altura de Maguncia aplastando las líneas defensivas romanas y francas aliadas del Imperio romano de Occidente y emprendiendo una travesía de 3 años que los llevarían desde Renania avanzando por la fuerza por tierras de las Galias, hasta los Pirineos. Mientras esto tenía lugar, en Britania aconteció la sublevación del general Constantino que, con el apoyo de sus tropas, se proclamó Emperador con el nombre de Constantino III y con el fin de gobernar conjuntamente con el emperador legítimo Honorio ocupó lo que se había denominado como Imperium Galliarum y tras sofocar cierta resistencia, logró asentar su dominación sobre algunas áreas de Hispania. Según relata Orosio, Constantino encomendó a su general Gerontius la defensa de los pasos pirenaicos a sus tropas traídas de Britannia y que consistían en tropas indígenas, a la sazón vasconas para la protección de los pasos occidentales, que por su presencia son un ejemplo de la pervivencia de la tradicional colaboración vascona en el mundo romano tardío.
No obstante, en el otoño de 409 los ejércitos migratorios atravesaron, sin que se les opusiera resistencia esas mismas guarniciones de Constantino el Usurpador, los pasos pirenáicos repartiéndose por la península en áreas de ocupación distintas.
Durante el reinado de Walia entre el 415 y el 419, monarca de los visigodos instalados en Aquitania y el sur de Galia, se acordó una alianza o foederati con Honorio, en nombre de la cual los visigodos se encargarían de combatir al régimen del usurpador general Máximo, proclamado por Gerontius que a su vez, se había rebelado contra Constantino, refugiado en tierras de suevos, alanos y vándalos en Hispania a cambio de aprovisionamientos y de la devolución de la princesa Gala Placidia, hermana de Honorio. Este pacto se revelaría trascendental ya que permitió la aparición por primera vez de los visigodos en tierras de Hispania dando origen al establecimiento posterior del reino hispanovisigodo.
Según el religioso José de Moret (1615-1687) que recopiló en su obra los Anales del reino de Navarra un breve relato de Idacio, en el año 448 tuvo lugar un primer enfrentamiento entre suevos, apoyados por visigodos, y vascones, cuando el rey Teodoredo apoyó a Reccicario en su pretensión de conquistar toda Hispania, emprendiendo una expedición por el valle medio del Ebro, Zaragoza y Lérida en contra de los romanos con quienes los vascones seguían manteniendo su tradicional alianza. Moret señala que por la presión de los bárbaros, los vascones se habían extendido hacia tierras de Álava y La Bureba.
En el año 507 como consecuencia de su derrota frente a los francos merovingios que dirigidos por el rey Clodoveo I, resultaron vencedores en la batalla de Vouillé, los visigodos tuvieron que abandonar la práctica totalidad de sus posesiones en el sur de la Galia, cediendo la antigua provincia aquitana de Novempopulania que los cronistas francos denominaban como Wasconia por la presencia de población vascona que había ido poblando las tierras más elevadas, según algunos autores, desde la época imperial en el siglo II.
Las crónicas de Venancio citan las luchas mantenidas hacia el 580 con el rey merovingio Chilperico y el comes de Burdeos, Galactorio, mientras que Gregorio de Tours se refirió a las incursiones que tuvo que enfrentar el duque Austrobaldo en el 587 con posteriodidad a la derrota del duque Bladastes en el 574 en Sola.

### Reinado de visigodos y francos

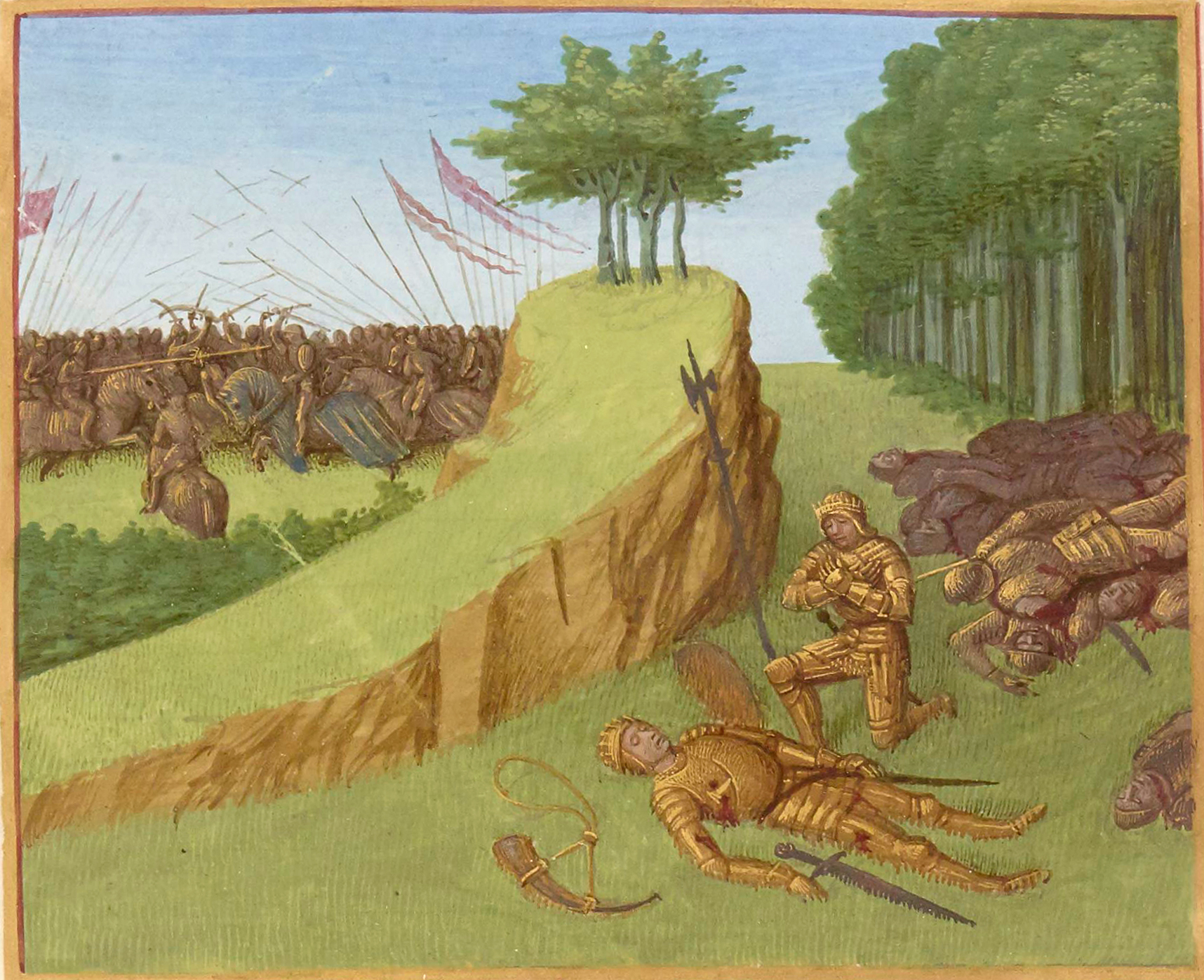
Escena de la muerte de Rolando en el curso de la batalla de Roncesvalles, manuscrito Grandes Crónicas de Francia, ilustradas por Jean Fouquet, Tours, hacia 1455-1460, Bibliothèque nationale de France

Para el periodo de la historia de los vascones contemporáneo a la formación y consolidación del reino Visigodo en Hispania hay escasas fuentes directas disponibles sobre los acontecimientos y la organización interna de los vascones, que con frecuencia resultan contradictorias. Varios reyes hispanogodos tuvieron enfrentamientos con los vascones y hay historiadores que creen que los vascones nunca fueron sometidos por los visigodos.  Otros especialistas recuerdan la actitud amistosa de los vascones en el periodo romano y la ausencia de conflictos relevantes durante el Bajo Imperio, resaltando la dificultad de explicar aquellos enfrentamientos sin apoyarse en el contexto de la afirmación del poder autónomo en Aquitania y las rivalidades entre francos y visigodos.
En el año 632 el rey merovingio Dagoberto I encabezó una expedición a Zaragoza en apoyo de Sisenando que se había sublevado frente a la autoridad de Suintila. Pocos años después, Dagoberto reunió un ejército de burgundios con los que ocupó sin éxito toda la patria de Vasconia en el 635. Sin embargo, en el 636 Dagoberto obtuvo tras una nueva campaña militar, el juramento de lealtad de los vascones al servicio de Aighina, duque sajón de Burdeos. Tras la muerte de Dagoberto, el poder merovingio se fue debilitando para dar paso a un periodo de consolidación de un poder autónomo aquitano-vascón dentro del reino franco pero del que se desconocen fuentes de referencia hasta que es citado la concesión a Félix, patricio de Toulouse, el control de todas las ciudades hasta los pirineos y de los vascones hacia el 672. Para algunos autores, la política de enfrentamiento con el poder franco por parte de Félix habría sido continuada por su sucesor Lupo, proceso que culminaría en tiempos de Eudes que lograría el reconocimiento de regnum para la parte meridional de la antigua Galia.
Sobre las teorías que sostienen que los vascones del norte cruzaron los Pirineos, invadiendo Aquitania, dándole el nombre de Gascuña, varios autores han reducido su amplitud al nivel de incursiones puntuales.

### Invasión musulmana: Roncesvalles y la formación del reino de Pamplona
Durante el invierno del 713 los ejércitos musulmanes alcanzaron el valle medio del Ebro que se encontraba gobernado por el conde hispanovisigodo Casio quien,  a cambio de mantener su poder en la región, eligió someterse al califa de Omeya y convertirse al islam, dando así origen a la estirpe de los Banu Qasi. Pamplona, sin embargo, fue finalmente ocupada tras oponer resistencia en el 718 y obligada a pagar tributo a los gobernadores musulmanes que establecieron un protectorado. La derrota musulmana en la Batalla de Poitiers en 732 frente a los francos de Carlos Martel debilitó la posición musulmana, pero el valí Uqba recondujo la situación instalando una guarnición militar en la ciudad entre el 734 y el 741.
Más tarde, Carlomagno aprovechando la rebelión del gobernador de Zaragoza para intervenir en la Península, atravesó con un ejército franco el territorio vascón y destruyó las defensas de Pamplona en su avance hacia Zaragoza donde a su llegada el cambio de las alianzas de los sublevados le obligó a retirarse. El 15 de agosto de 778, en su viaje de regreso, la retaguardia del ejército al mando del caballero Roland fue aniquilada en la batalla de Roncesvalles.
La constante amenaza que sobre las tierras vasconas se ejercía desde ambas vertientes de los pirineos favoreció el surgimiento de dos facciones líderes entre la aristocracia vascona, los Íñigo y los Velasco que se opusieron entre sí apoyándose en musulmanes, los primeros por el parentesco con los Banu Qasi, y los francos carolingios. Cuando en el 799 es asesinado por el partido carolingio el gobernador de Pamplona Mutarrif ibn Musa, los Iñigo recurrieron a la familia Banu Qasi para retomar el control de la ciudad. Sin embargo, en el 812 el emir Al Hakam I y Ludovico Pío acordaron una tregua por la que los carolingios tomaban el control de Pamplona, delegando el gobierno en Velasco al Gasalqí. Al término de la tregua, Al Hakam retomó las hostilidades con los francos y logró recuperar Pamplona en el 816 a cuyo control los francos renunciaron en adelante. Íñigo Arista sería designado primer rey de Pamplona hasta el 851.

## Cultura y costumbres de los vascones

### Lengua y escritura

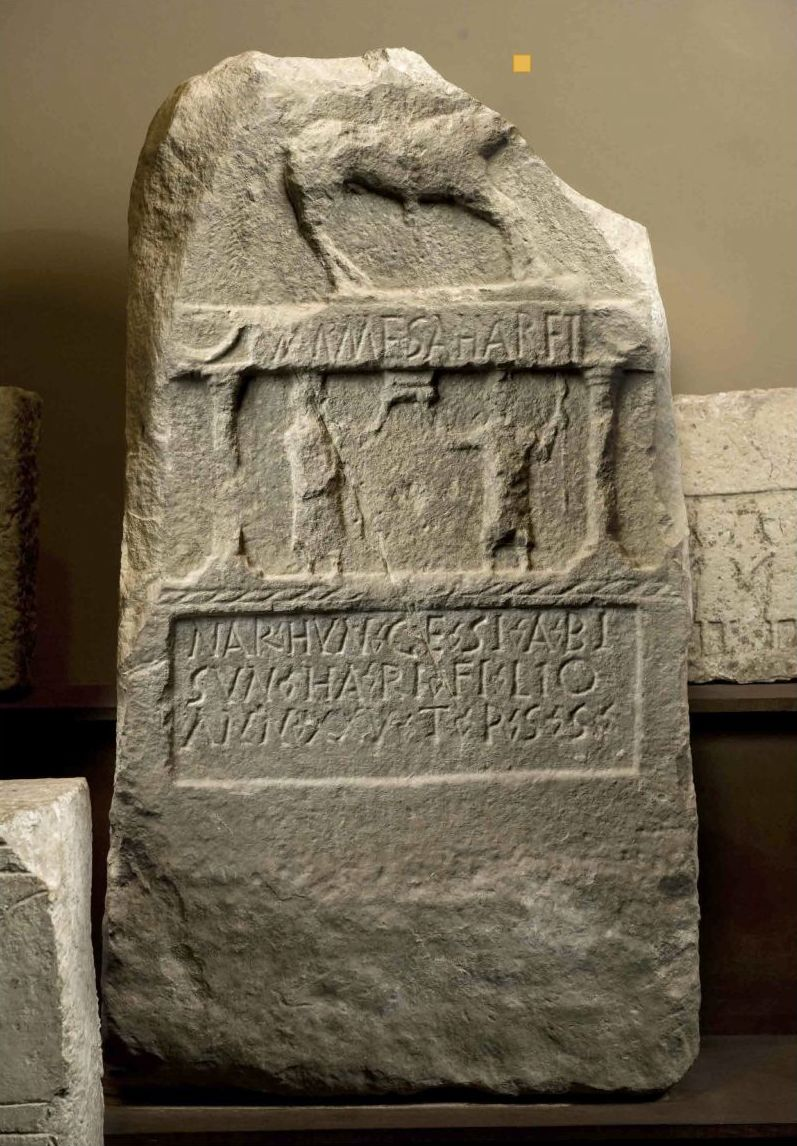
La estela de Lerga es una estela funeraria de piedra, nada más ser encontrada en 1960 se relacionaron las palabras de su comienzo "ummesahar" con el vasco actual ume zahar, «hijo mayor».

Como señalan diversos autores con anterioridad a la llegada de los romanos, y al igual que otros pueblos del más extenso ámbito de Vasconia, el pueblo de los vascones hablaba una lengua que lingüistas de referencia consideran como antecesora del euskera moderno, referida a veces en la bibliografía como euskera arcaico, histórico o aquitano.
No obstante, como ha recordado Henrike Knörr (1947-2008) el origen y parentesco del euskera todavía sigue siendo un misterio y objeto de numerosas investigaciones. Las variadas teorías abarcan desde las que hacen referencia a un origen "in-situ" como defiende Koldo Mitxelena que han inspirado la clasificación dialectal moderna, o las de parentesco (caucásico, ibérico, etc.), de las cuales hasta el momento todas han sido descartadas, como recuerdan los catedráticos Joseba Lakarra y Joaquín Gorrochategui o el lingüista Lawrence Robert Trask.
Un ejemplo de los problemas para el estudio histórico-lingüístico es la escasez de reseñas directas sobre la lengua de los vascones en los autores clásicos, como constata el lingüista J. Gorrochategui, salvo una vaga descripción en Estrabón y Pomponio Mela, o el testimonio de Julio César sobre la lengua de los vecinos aquitanos en su obra De Bello Gallico.
De mayor interés ha sido el estudio de documentos epigráficos, que nos han llegado desde la introducción de la escritura entre los vascones hacia el final del siglo II a. C., pero desafortunadamente, no se han podido todavía recuperar documentos redactados en la lengua vernácula por lo que las conclusiones han sido obtenidas por inferencia del material onomástico. Entre ellos, los más antiguos son las evidencias numismáticas provenientes de diversas cecas vasconas o próximas, como la identificada en Osma de Valdegobía o Uxama Barca, que inicialmente realizaron acuñaciones con silabario ibero o celtíbero y posteriormente, en latín, la lengua que se impuso en el medio escrito, tanto en documentos oficiales como en otras expresiones más corrientes. Destaca particularmente la estela funeraria de la ermita de Santa Bárbara de Lerga, considerada el testimonio escrito más antiguo encontrado del protoeuskera. La lengua íbera ha dejado algunas marcas en el euskera como, por ejemplo, en el vocablo ibérico ili adoptado como hiri con el significado de poblado o ciudad y que se encuentra en la raíz del topónimo Iruña para la ciudad vascona de Pompaelo y con el que se conocen también otras ciudades de la geografía contemporánea vasca.
A partir de estas constataciones, algunos investigadores consideran que el territorio vascón se encontraba inscrito, a la llegada de los romanos y durante los primeros tiempos tras la introducción de la escritura, en un contexto de mayor complejidad lingüística o trifinium cultural donde se entremezclan los datos lingüísticos vascones con los de las lenguas célticas, de influencia en las áreas occidentales como la Tierra de Estella, y la íbera presente en las áreas meridionales y centrales de Navarra. Progresivamente, el latín se fue imponiendo en la escritura, tanto oficial como privada, hipótesis sostenida por el descubrimiento de dos epígrafes relevantes de la época republicana, el llamado Bronce de Ascoli fechado en el 89 a. C. donde se menciona la ciudad vascona de Seguia y el Bronce de Contrebia, del 87 a. C., que cita la ciudad de Alavona mientras que son numerosos los ejemplos que nos han llegado de la época imperial y cuya distribución y onomástica es estudiada para destacar el distinto grado de influencia romana en la región.

### Demografía
No existen datos estadísticos de la población vascona en la Antigüedad, pero probablemente no pasaban los 40 000 al comienzo de la dominación romana. Esta creció lentamente durante el período republicano, llegando a los 50 000 para la época de Sertorio. La Pax Romana les permitió multiplicarse continuamente, hasta alcanzar los 70 000 en el siglo I y los 100 000 a mediados del III. Posteriormente, las invasiones bárbaras y guerras civiles debieron reducir su número, tal vez a solo 60 000 vascones para inicios del siglo V. Sus principales centros urbanos y de romanización fueron Pompaelo y Calagurris, con diez mil habitantes cada una en su época de esplendor, seguidas por Graccurris y Tutela con alrededor de cinco mil cada una, y con ciudades menores de un par de miles de habitantes como Andelos, Cara, Cascantum, Curnonium, Ergavia, Iaca, Iluberri, Muscaria, Nemanturissa, Oiasso, Segia, Tarraga y Vareia.

### Religión
Los testimonios epigráficos y la arqueología han permitido a los especialistas perfilar las prácticas de culto en la tierra de los vascones desde la llegada de los romanos y la adopción de la escritura, proponiendo para su descripción la práctica del sincretismo religioso que habría perdurado hasta el siglo I, momento a partir del cual la figura de Júpiter ganó predominancia sobre el culto indígena hasta la llegada del cristianismo, hacia el siglo IV y siglo V.
Se han podido localizar teónimos vascones, datados a partir del periodo republicano, sobre lápidas funerarias o aras en las que se invocan a estas divinidades con formulaciones en latín donde traslucen los nombres euskéricos. Una evidencia en favor del sincretismo ha sido localizada en Ujué, donde se han encontrado dos aras de igual forma, una dedicada a Lacubegi, identificado como el dios del mundo inferior y la otra a Júpiter, aunque no han podido ser fechadas. En Lerate y en Barbarin, hay dos lápidas dedicadas a Stelaitse fechadas en el siglo I. En Arguiñáriz hay una mención de una divinidad llamada Loxa, así como una Losa en Lerate